# Свети Атанасий (Сухо гърло)
Вижте пояснителната страница за други значения на Свети Атанасий.
„Свети Атанасий“ (на македонска литературна норма: „Свети Атанасиј“) е възрожденска православна църква в демирхисарското село Сухо гърло, Северна Македония. Църквата е под управлението на Крушевско-Демирхисарската епархия на Македонската православна църква.
Църквата е гробищен храм, разположен на километър източно от селото. Изградена е в 1886 година. В архитектурно отношение е еднокорабна базилика, покрита с полъкръгъл нисък свод, с полукръгла апсида на изток без отвор и трем на запад. Зидарията е от ломен камък. Фасадите са фугирани. Покривът е на две води с керемиди. От оригиналната живопис е запазено само изображенето на Света Богородица в конхата на апсидата.